# Україна (готель, Рівне)
Готель «Україна», до 1991 р. — «Ровно») — п'яти поверховий найстаріший та єдиний чотиризірковий готель у Рівному.  Розташований на вулиці Соборна, 112. Готель був зведений під назвою «Народний Дім» архітоектором Борисом Андрєєвим у ході відновлення міста після другої світової війни, налічує 60 кімнат. Також в готелі є свій ресторан/бар «PUB - Ми в Україні».

## Історія
На початковому етапі до будівництва залучили німецьких військовополонених, що залишилися на території міста після війни. Вони виконували тільки «чорну» роботу. Усі архітектурні та будівельні ідеї, а також художнє оформлення було виконано архітектором Андрєєвим.
У 1958 р. будівництво було завершено, а в 1959 р. готель вперше відкрив свої двері для гостей міста Рівного, назву готеля обрав архітектор Андрєєв, і це була назва «Ровно»
У 2011 році в готелі була проведенна реконструкція, після чого пршими гостями готелю стали батьки нареченого з Іспанії
У 2014 році телепередача «Ревізор» дала готелю відзнаку: «Ревізор рекомендує 2014»
Готель приймає зіркових гостей та футбольні команди які приїзжають до Рівного на матчі проти НК «Верес»